# Épineu-le-Chevreuil
Épineu-le-Chevreuil ist eine französische Gemeinde mit 290 Einwohnern (Stand: 1. Januar 2022) im Département Sarthe in der Region Pays de la Loire. Sie gehört zum Arrondissement La Flèche und zum Kanton Loué. Die Einwohner werden Spinéens und Spinéennes genannt.

## Geographie
Épineu-le-Chevreuil liegt in der historischen Provinz Maine etwa 26 Kilometer westlich von Le Mans am Vègre. Umgeben wird Épineu-le-Chevreuil von den Nachbargemeinden Ruillé-en-Champagne im Norden, Amné im Osten, Longnes im Südosten, Chassillé im Süden, Joué-en-Charnie im Südwesten sowie Chemiré-en-Charnie im Westen.

## Bevölkerungsentwicklung
| Jahr                       | 1962 | 1968 | 1975 | 1982 | 1990 | 1999 | 2006 | 2013 | 2020 |
| Einwohner                  | 432  | 390  | 345  | 265  | 257  | 235  | 273  | 300  | 292  |
| Quellen: Cassini und INSEE |      |      |      |      |      |      |      |      |      |

## Sehenswürdigkeiten

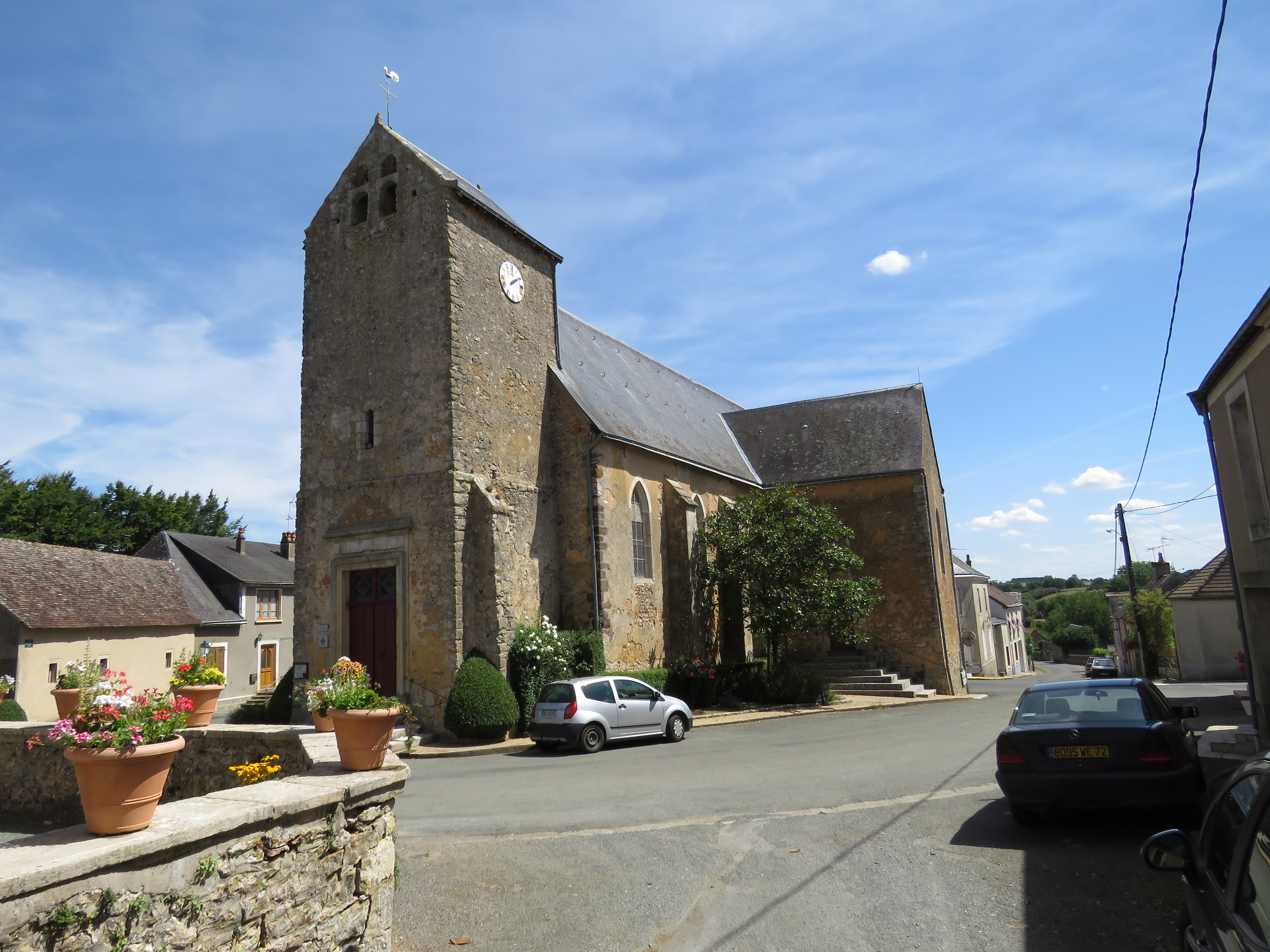
Kirche Saint-Fraimbault-et-Saint-Antoine

- Kirche Saint-Fraimbault-et-Saint-Antoine aus dem 11. Jahrhundert mit Umbauten aus dem 16. Jahrhundert, seit 1988 als Monument historique eingeschrieben